# Osservatorio del paesaggio
L'Osservatorio del paesaggio è un ente di iniziativa pubblica di natura locale o regionale nato come strumento di applicazione della Convenzione europea del paesaggio tenutasi nel 2000. Il suo scopo è quello di rappresentare un luogo di integrazione e di contatto tra i vari livelli amministrativi di governo, le istituzioni, le università, i settori professionali e l'insieme della società in materia di gestione del paesaggio.

## Funzioni
La sua funzione principale è di promuovere la conoscenza del paesaggio all'interno della società, creando una maggiore consapevolezza sull'importanza della sua tutela e buona gestione al fine di preservarne i caratteri peculiari. Ciò avviene attraverso attività di sensibilizzazione e partecipazione che coinvolgono enti ed istituzioni pubbliche e private al fine di promuovere ed elaborare forme di protezione, gestione e pianificazione del paesaggio in un'ottica di sviluppo sostenibile.

## Osservatorio del paesaggio della Catalogna
L'osservatorio del paesaggio della Catalogna, istituito nel 2004, è l'esempio più rappresentativo nel panorama europeo di organo di gestione del paesaggio. Concepito sia come ente di consulenza del Governo regionale della Catalogna, sia come centro di eccellenza per lo studio e il monitoraggio dei paesaggi catalani, esso si delinea attualmente come punto d'incontro tra il mondo scientifico e la pianificazione territoriale.
Tra i suoi compiti principali ci sono: fissare i criteri per raggiungere obiettivi di qualità paesaggistica; proporre azioni dirette al miglioramento del paesaggio; elaborare i cataloghi del paesaggio della Catalogna, volti a classificare e valutare i diversi tipi di paesaggi esistenti. Inoltre si occupa di promuovere campagne di sensibilizzazione sociale rispetto al paesaggio e diffondere studi e ricerche di materiale scientifico volto a stimolare l'attività scientifica e accademica sul paesaggio.